# Monumentul lui Georg Daniel Teutsch din Sibiu
Monumentul lui Georg Daniel Teutsch din Sibiu este un monument de bronz închinat istoricului, omului politic și episcopului evanghelic sas Georg Daniel Teutsch (1817-1893), care a fost realizat de sculptorul german Adolf von Donndorf în anul 1899. Monumentul se află amplasat în Piața Huet din Sibiu, în curtea Catedralei Evanghelice. 
Monumentul lui Georg Daniel Teutsch din Sibiu a fost inclus pe Lista monumentelor istorice din județul Sibiu din anul 2015, având codul de clasificare  SB-III-m-B-12595. 

## Istoric

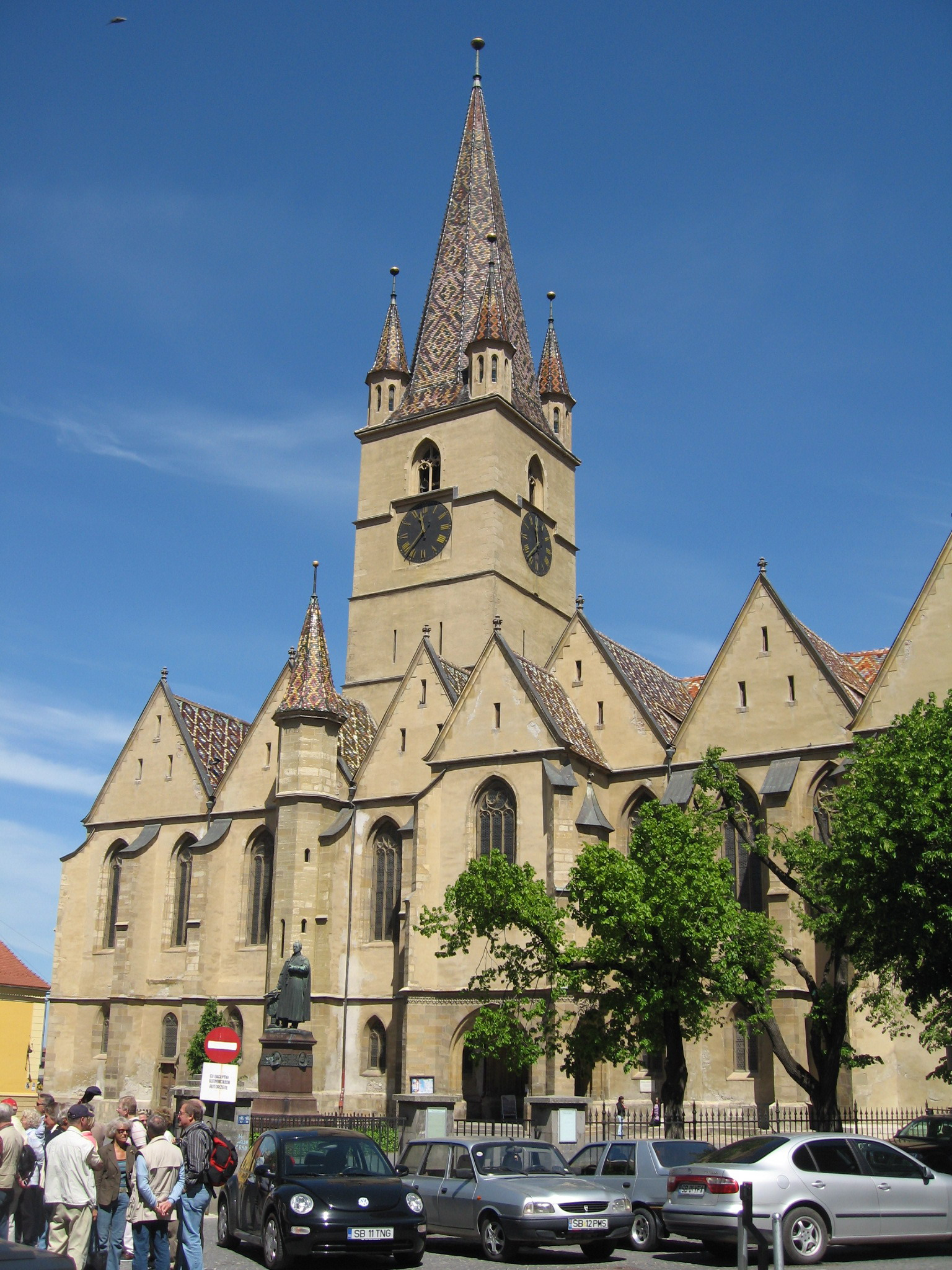
Catedrala Evanghelică din Sibiu și monumentul lui Georg Daniel Teutsch

Episcopul Teutsch a fost cel care a decis revenirea Episcopiei Evanghelice a Transilvaniei de la Biertan la Sibiu după aproximativ trei sute de ani. Astfel, biserica evanghelică din Piața Huet a devenit catedrală episcopală. 
Georg Daniel Teutsch a murit la 2 iulie 1893, în Sibiu. Fiul său, Friedrich Teutsch, a fost episcop evanghelic săsesc în perioada 1903-1932.
Dorind să-i omagieze memoria, comunitatea săsească din Sibiu a comandat sculptorului german Adolf von Donndorf (1835-1916) din Stuttgart realizarea unei statui din bronz a lui Georg Daniel Teutsch, fost episcop al Bisericii Evanghelice de Confesiune Augustană din Transilvania (1867-1893). 
Statuia a fost amplasată în curtea Catedralei Evanghelice din Sibiu (în apropiere de latura sudică), fiind inaugurată la 19 august 1899. 

## Descrierea monumentului

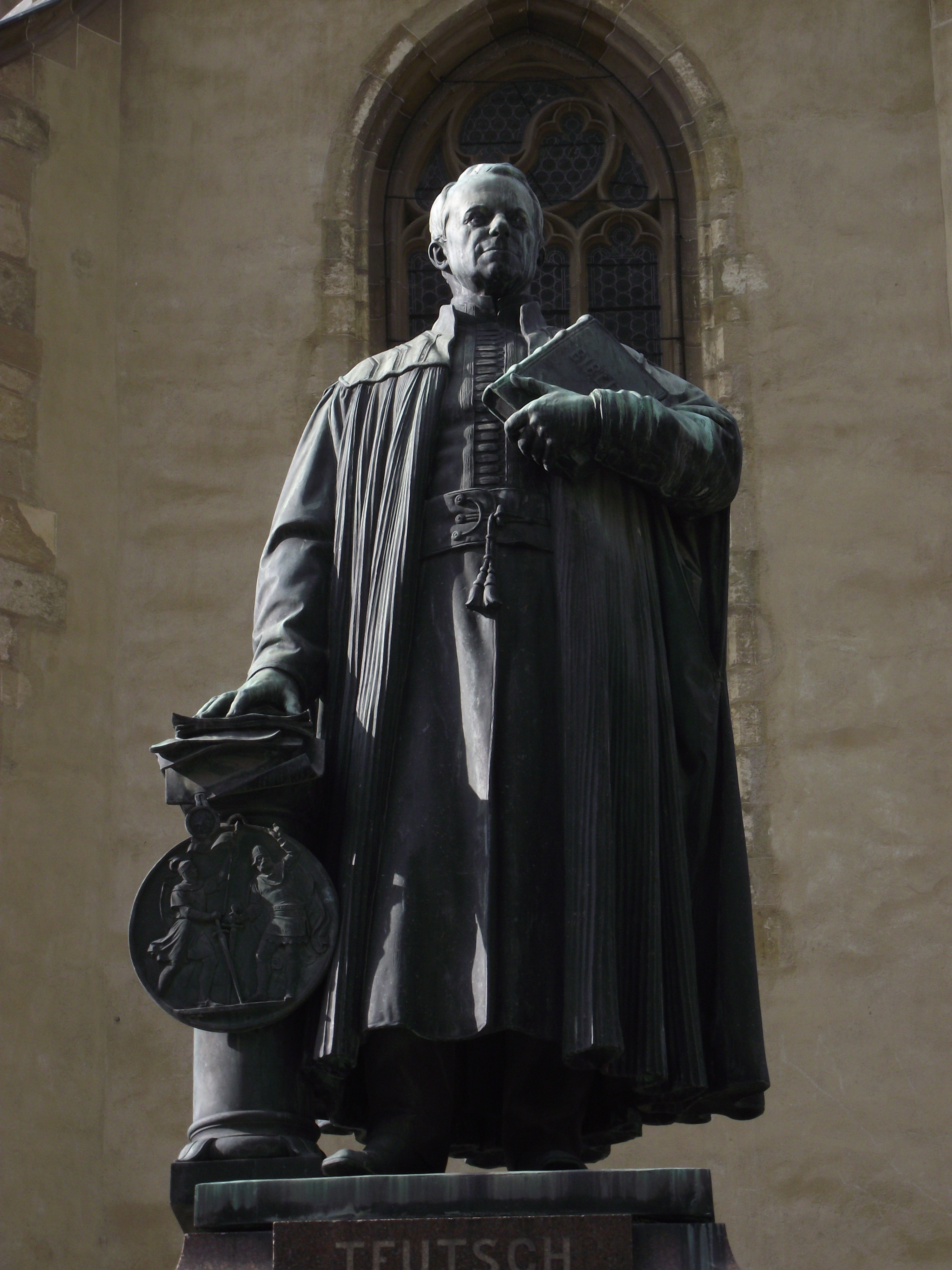
Georg Daniel Teutsch

Monumentul lui Georg Daniel Teutsch din Sibiu este amplasat în curtea Catedralei Evanghelice din Piața Huet. 
Statuia este realizată din bronz și are o înălțime de 3,5 m. Episcopul este reprezentat în picioare, îmbrăcat într-o robă preoțească, ținând în mâna stângă Biblia, iar mâna dreaptă este sprijinită pe o colonetă pe care sunt așezate un vraf de documente ce simbolizează libertățile medievale ale sașilor. De unul din documente atârnă sigiliul regal al Ungariei. Pe colonetă este aplicat un medalion circular ce redă simbolic fondarea Sibiului și venirea sașilor; pe medalion sunt reprezentați în basorelief cei doi conducători legendari ai sașilor ce depun jurământul cu săbiile încrucișate.
Ea se află pe un soclu din granit, înalt tot de 3,5 m. Piedestalul are un plan pătrat, cu două trepte la bază. Pe soclu se află o inscripție simplă: "TEUTSCH". Mai jos, pe fațadele soclului se află patru medalioane de bronz în basorelief cu efigiile a patru colaboratori ai lui Teutsch: episcopul Georg Paul Binder (1784-1867), comitele Konrad Schmidt, consilierul Johann Karl Schuller (1794-1865) și secretarul Franz Gebbel (1835-1877).  Cele patru medalioane sunt unite cu un bandou continuu cu decorație vegetală în bronz.